# Bloomfield Township
Bloomfield Township é uma municipalidade localizada no estado americano de Michigan, no Condado de Oakland.

## Demografia
Segundo o censo americano de 2000, a sua população era de 43.021 habitantes.

## Geografia
De acordo com o United States Census Bureau tem uma área de 67,4 km², dos quais 64,6 km² cobertos por terra e 2,8 km² cobertos por água.

## Localidades na vizinhança
O diagrama seguinte representa as localidades num raio de 8 km ao redor de Bloomfield Township. 